# Чеченев, Вячеслав Владимирович
Вячеслав Владимирович Чеченев (род. 19 сентября 1959) — советский хоккеист (хоккей на траве), полевой игрок. Участник летних Олимпийских игр 1988 года.

## Биография
Вячеслав Чеченев родился 19 сентября 1959 года.
Играл в хоккей на траве за «Фили» из Москвы.
В 1988 году вошёл в состав сборной СССР по хоккею на траве на летних Олимпийских играх в Сеуле, занявшей 7-е место. Играл в поле, провёл 7 матчей, забил 1 мяч в ворота сборной Аргентины.
Впоследствии работал тренером юношей в Москве.